# Mesochorus superbus
Mesochorus superbus là một loài tò vò trong họ Ichneumonidae.